# Rastrelliger brachysoma
Rastrelliger brachysoma är en fiskart som först beskrevs av Bleeker, 1851.  Rastrelliger brachysoma ingår i släktet Rastrelliger och familjen makrillfiskar. IUCN kategoriserar arten globalt som otillräckligt studerad. Inga underarter finns listade i Catalogue of Life.